# Чешме
Чешме (на турски: Çeşme) е крайбрежен град и административен център в Турция на брега на Егейско море, разположен на полуострова със същото име точно срещу гръцкия остров Хиос. Отстои на 80 км западно от Измир. Населението е 41 278 души през 2017 г. Има множество минерални извори и вероятно турското име на града идва от големия брой чешми, които е имало тук.